# Oiketicus platensis
Oiketicus platensis es una especie de polillas nativa Argentina, Bolivia, Paraguay y Uruguay.

## Descripción
Oiketicus platensispone entre 1300 y 1600 huevos cúbicos, de color blanco o crema, miden aproximadamente un 1 mm diámetro. 
Las larvas nacen en primavera. Son alargadas, verde amarillento con manchas castañas. Poseen 3 pares de patas verdaderas y 5 de patas falsas, alcanzando hasta 80 mm de largo Las larvas forman estructuras con ramas ("cestos" o "canastos") que adhieren con seda a los árboles y arbustos durante sus siete estadios larvales. Se trasforman en pupa dentro de la estructura y luego emergen únicamente los machos, mientras las hembras adultas continúan dentro de sus canastos.
Los machos adultos son mariposas de color canela con manchas oscuras en las alas. Las hembras adultas siguen teniendo forma de larva (larva neoténica) y no tienen alas, patas, antenas ni boca funcional. Pueden reproducirse sin el macho (partenogenesis), produciendo machos y hembras o solo machos.

## Distribución
Oiketicus platensis se encuentra en América del Sur por debajo de los 20 grados de latitud sur. En la Argentina se encuentra en las provincias de Buenos Aires, Entre Ríos, La Pampa, Mendoza, Santa Fe, Río Negro, Salta, Tucumán y Neuquén

## Ecología
Las larvas alimentan de árboles nativos de América del Sur como ser Acacia caven, Aloysia gratissima, Condalia microphyla, Jodina rhombifolia, Parkinsonia aculeata, Prosopis caldenia y Schinus fasciculatus.También se alimentan de cultivos comerciales, considerandose plagas en ciertos sectores de Argentina.

## Taxonomía

### Etimología
El epíteto específico significa “del plata”, haciendo referencia a sus primeras identificaciones en Uruguay y Argentina.

### Nombre común (o Nombres comunes)
En Argentina y Uruguay se lo conoce como Bicho Canasto, por la estructura que forma la larva.